# Mukund Sasikumar
Mukund Sasikumar (* 14. Januar 1997 in Chennai) ist ein indischer Tennisspieler.

## Karriere
Mukund Sasikumar spielte ab 2013 Profiturniere und schaffte es ab 2015 sich zunächst in den Top 500 der Tennisweltrangliste zu halten. In diesem Jahr gewann er sein erstes Turnier auf der drittklassigen ITF Future Tour. Im Folgejahr folgte ein weiterer Titel, 2017 war er dreimal erfolgreich. Durch eine höhere Platzierung nahm er ab 2018 häufiger an Turnieren der ATP Challenger Tour teil, wo er bislang nie mehr als ein Match gewinnen konnte. In Anning stieß er das erste Mal in ein Challenger-Viertelfinale vor, wo er Jordan Thompson unterlag. Zwei Wochen später gelang ihm dies in Qarshi direkt nochmal, wobei er beide Male aus der Qualifikation gestartet war. Drei weitere Male Ende des Jahres kam er über das Viertelfinale nicht hinaus: in Shenzhen, Bangalore und Pune. Dadurch konnte er das Jahr erstmals in den Top 300 auf Platz 295 abschließen.
Über den Verlauf des Jahres 2019 ging Sasikumar nur noch bei Challengers an den Start. In seiner Heimatstadt Chennai gelang ihm im sechsten Anlauf erstmals der Einzug ins Halbfinale. Im August ging er noch einen Schritt weiter und sah sich im Finale von Baotou dem Australier James Duckworth gegenüber, dem er in zwei Sätzen unterlag. Sein bislang einziges Finale im Doppel erreichte er ebenfalls in Baotou, was auch verloren ging. Der Rest der Saison sowie der Anfang von 2020 verlief zunächst ohne weitere Höhepunkte, er kam bei keinem der Turniere über das Viertelfinale hinaus. Im Februar 2020 kam er beim Turnier der ATP Tour in Pune zu seinem ersten Turnier auf dieser Ebene dank einer Wildcard. Er unterlag bei seiner Premiere Taro Daniel in zwei Sätzen. Im Oktober hatte er zudem mit Platz 229 seine bis dato höchste Position der Weltrangliste erreicht.